# NEVER Openweight Championship

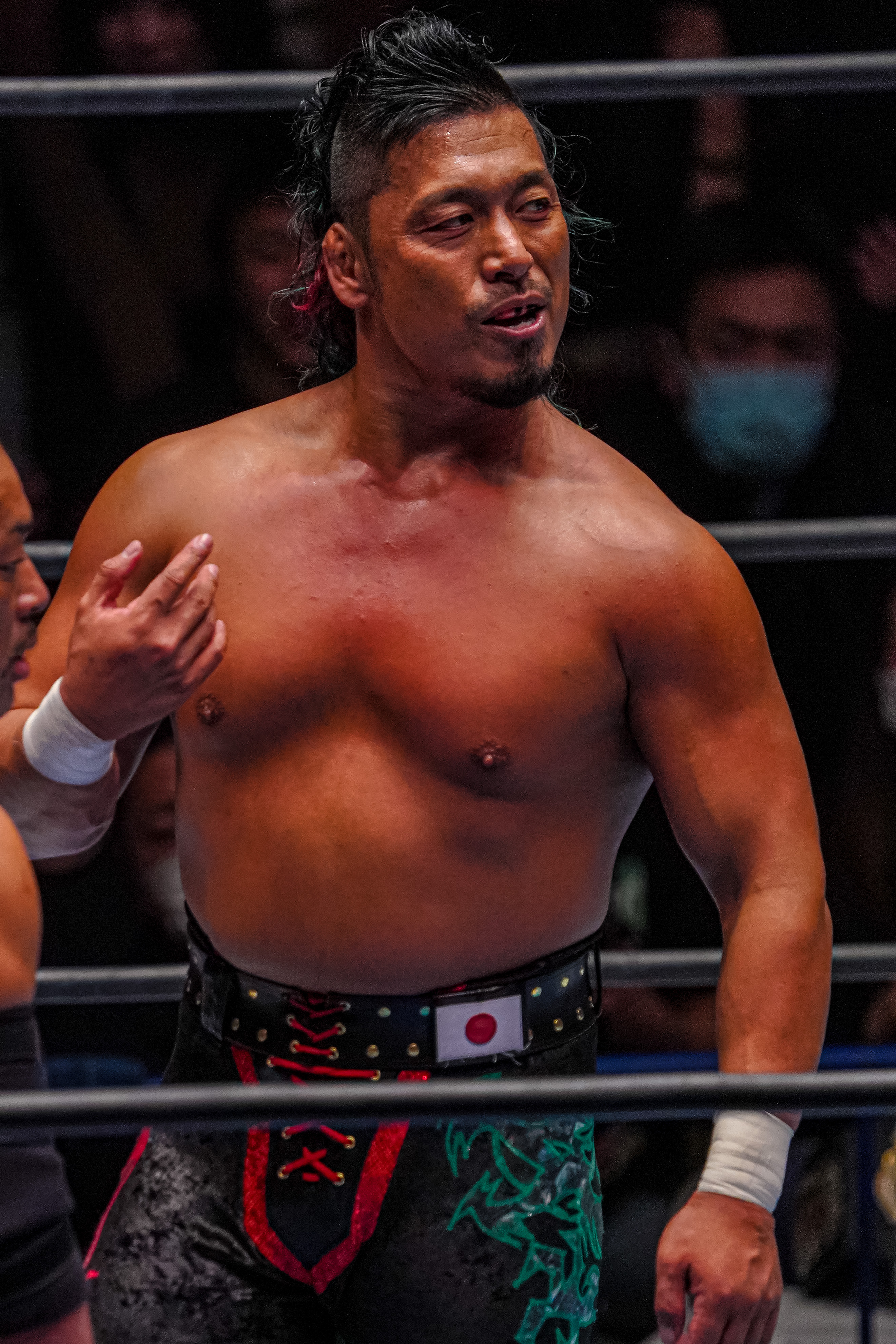
L'attuale campione Takagi

Il NEVER Openweight Championship è un titolo di wrestling di proprietà della New Japan Pro-Wrestling. NEVER è l'acronimo dei termini "New Blood", "Evolution", "Valiantly", "Eternal" e "Radical" ed esso fa parte del "New Japan Triple Crown" (新日本トリプルクラウン, "Shin Nihon Toripuru Kuraun"), insieme all'IWGP Heavyweight Championship e all'IWGP Intercontinental Championship. L'attuale detentore, dal 29 settembre 2024, è Shingo Takagi.

## Storia
Il 5 ottobre 2012, la NJPW annunciò un torneo ad eliminazione diretta, composto da 16 partecipanti, per determinare il primo NEVER Openweight Champion che, secondo la regola imposta dalla federazione, aveva lo scopo di elevare i wrestler più giovani ed alle prime armi. Tuttavia, questa regola venne abolita immediatamente, in quanto, il vincitore del torneo fu Masato Tanaka, un wrestler dall'enorme esperienza, che venne incoronato come primo campione il 19 novembre 2012, dopo aver battuto in finale Karl Anderson.

## Albo d'oro
Statistiche aggiornate al 19 agosto 2025.
| Simboli | Significato                                                                        |
| ------- | ---------------------------------------------------------------------------------- |
| †       | Indica che il regno titolato non è riconosciuto dalla NJPW                         |
| ()      | Tra parentesi viene indicato la data e il numero di giorni riconosciuti dalla NJPW |

| Legenda  | Legenda |
| -------- | --- |
| #        | Indica il numero del regno titolato |
| Regno    | Viene indicato il numero del regno del campione |
| Data     | La data in cui il titolo è stato vinto; nel caso il titolo è stato vinto in un evento registrato viene indicata anche la data della messa in onda                                |
| Località | La città in cui il titolo è stato vinto |
| Evento   | L'evento dove ha conquistato il titolo |
| Note     | Vengono inserite informazioni come cambio di nome del titolo o cambio della cintura, oltre a specificare in quale incontro (diverso da un match singolo) il titolo è stato vinto |
| Fonti    | Fonti che ne attestino la veridicità |

| #  | Campione           | Regno | Data              | Giorni | Difese | Località                | Evento                                                    | Note                                                                                        | Fonti |
| -- | ------------------ | ----- | ----------------- | ------ | ------ | ----------------------- | --------------------------------------------------------- | ------------------------------------------------------------------------------------------- | ----- |
| 1  | Masato Tanaka      | 1     | 19 novembre 2012  | 314    | 4      | Tokyo                   | Shodai NEVER Musabetsu Kyu Oza Kettei Tournament Final    | Tanaka ha sconfitto Karl Anderson nella finale del torneo per l'assegnazione del titolo.    |       |
| 2  | Tetsuya Naito      | 1     | 29 settembre 2013 | 135    | 2      | Kōbe                    | Destruction in Kobe                                       | Era in palio anche lo status di contendente n°1 all'IWGP Heavyweight Championship di Naito. |       |
| 3  | Tomohiro Ishii     | 1     | 11 febbraio 2014  | 138    | 4      | Osaka                   | The New Beginning in Osaka                                |                                                                                             |       |
| 4  | Yujiro Takahashi   | 1     | 29 giugno 2014    | 106    | 1      | Tokyo                   | Kizuna Road 2014                                          |                                                                                             |       |
| 5  | Tomohiro Ishii     | 2     | 13 ottobre 2014   | 83     | 1      | Tokyo                   | King of Pro-Wrestling                                     |                                                                                             |       |
| 6  | Togi Makabe        | 1     | 4 gennaio 2015    | 41     | 0      | Tokyo                   | Wrestle Kingdom 9                                         |                                                                                             |       |
| —  | Vacante            | —     | 14 febbraio 2015  | —      | —      | —                       | —                                                         | Reso vacante dopo che Wakanabe non poté difendere il titolo a causa di un'influenza.        |       |
| 7  | Tomohiro Ishii     | 3     | 14 febbraio 2015  | 74     | 0      | Sendai                  | The New Beginning in Sendai                               | Ishii sconfisse Tomoaki Honma in un match per la riassegnazione del titolo.                 |       |
| 8  | Togi Makabe        | 2     | 29 aprile 2015    | 166    | 2      | Mashiki                 | Wrestling Hinokuni                                        |                                                                                             |       |
| 9  | Tomohiro Ishii     | 4     | 12 ottobre 2015   | 84     | 1      | Tokyo                   | King of Pro-Wrestling                                     |                                                                                             |       |
| 10 | Katsuyori Shibata  | 1     | 4 gennaio 2016    | 120    | 3      | Tokyo                   | Wrestle Kingdom 10                                        |                                                                                             |       |
| 11 | Yūji Nagata        | 1     | 3 maggio 2016     | 47     | 0      | Fukuoka                 | Wrestling Dontaku 2016                                    |                                                                                             |       |
| 12 | Katsuyori Shibata  | 2     | 19 giugno 2016    | 139    | 3      | Osaka                   | Dominion 6.19 in Osaka-jo Hall                            |                                                                                             |       |
| 13 | Evil               | 1     | 5 novembre 2016   | 10     | 0      | Osaka                   | Power Struggle                                            |                                                                                             |       |
| 14 | Katsuyori Shibata  | 3     | 15 novembre 2016  | 50     | 0      | Singapore               | Wrestling World 2016 in Singapore                         |                                                                                             |       |
| 15 | Hirooki Goto       | 1     | 4 gennaio 2017    | 113    | 3      | Tokyo                   | Wrestle Kingdom 11                                        |                                                                                             |       |
| 16 | Minoru Suzuki      | 1     | 27 aprile 2017    | 252    | 4      | Hiroshima               | Road to Wrestling Dontaku 2017: Aki no Kuni Sengoku Emaki |                                                                                             |       |
| 17 | Hirooki Goto       | 2     | 4 gennaio 2018    | 156    | 3      | Tokyo                   | Wrestle Kingdom 12                                        | In un Hair vs. Hair match.                                                                  |       |
| 18 | Michael Elgin      | 1     | 9 giugno 2018     | 8      | 0      | Osaka                   | Dominion 6.9 in Osaka-jo Hall                             | In un Three-Way match che includeva anche Taichi.                                           |       |
| 19 | Hirooki Goto       | 3     | 17 giugno 2018    | 92     | 1      | Tokyo                   | Kizuna Road 2018                                          |                                                                                             |       |
| 20 | Taichi             | 1     | 17 settembre 2018 | 47     | 0      | Beppu                   | Destruction in Beppu 9.17                                 |                                                                                             |       |
| 21 | Hirooki Goto       | 4     | 3 novembre 2018   | 36     | 0      | Osaka                   | Power Struggle                                            |                                                                                             |       |
| 22 | Kōta Ibushi        | 1     | 9 dicembre 2018   | 26     | 0      | Iwate                   | World Tag League                                          |                                                                                             |       |
| 23 | Will Ospreay       | 1     | 4 gennaio 2019    | 92     | 2      | Tokyo                   | Wrestle Kingdom 13                                        |                                                                                             |       |
| 24 | Jeff Cobb          | 1     | 6 aprile 2019     | 27     | 0      | New York City, New York | G1 Supercard                                              | Era in palio anche il ROH World Television Championship di Cobb.                            |       |
| 25 | Taichi             | 2     | 3 maggio 2019     | 37     | 0      | Fukuoka                 | Wrestling Dontaku 2019                                    |                                                                                             |       |
| 26 | Tomohiro Ishii     | 5     | 9 giugno 2019     | 83     | 0      | Osaka                   | Dominion 6.9 in Osaka-jo Hall                             |                                                                                             |       |
| 27 | Kenta              | 1     | 31 agosto 2019    | 127    | 2      | Londra                  | Royal Quest                                               |                                                                                             |       |
| 28 | Hirooki Goto       | 5     | 5 gennaio 2020    | 30     | 0      | Tokyo                   | Wrestle Kingdom 14                                        |                                                                                             |       |
| 29 | Shingo Takagi      | 1     | 1º febbraio 2020  | 210    | 3      | Sapporo                 | The New Beginning in Sapporo                              |                                                                                             |       |
| 30 | Minoru Suzuki      | 2     | 29 agosto 2020    | 70     | 0      | Tokyo                   | Summer Struggle in Jingu                                  |                                                                                             |       |
| 31 | Shingo Takagi      | 2     | 7 novembre 2020   | 84     | 1      | Osaka                   | Power Struggle                                            |                                                                                             |       |
| 32 | Hiroshi Tanahashi  | 1     | 30 gennaio 2021   | 93     | 1      | Nagoya                  | The New Beginning in Nagoya                               |                                                                                             |       |
| 33 | Jay White          | 1     | 3 maggio 2021     | 194    | 1      | Fukuoka                 | Wrestling Dontaku 2021                                    |                                                                                             |       |
| 34 | Tomohiro Ishii     | 6     | 13 novembre 2021  | 52     | 0      | San Jose, California    | Battle in the Valley                                      | In un Last Chance match.                                                                    |       |
| 35 | Evil               | 2     | 4 gennaio 2022    | 117    | 2      | Tokyo                   | Wrestle Kingdom 16                                        |                                                                                             |       |
| 36 | Tama Tonga         | 1     | 1º maggio 2022    | 42     | 0      | Tokyo                   | Wrestling Dontaku 2022                                    |                                                                                             |       |
| 37 | Karl Anderson      | 1     | 12 giugno 2022    | 206    | 3      | Osaka                   | Dominion 6.12 in Osaka-jo Hall                            |                                                                                             |       |
| 38 | Tama Tonga         | 2     | 4 gennaio 2023    | 119    | 1      | Tokyo                   | Wrestle Kingdom 17                                        |                                                                                             |       |
| 39 | David Finlay       | 1     | 3 maggio 2023     | 159    | 1      | Fukuoka                 | Wrestling Dontaku                                         |                                                                                             |       |
| 40 | Tama Tonga         | 3     | 9 ottobre 2023    | 19     | 0      | Tokyo                   | Destruction in Ryōgoku                                    |                                                                                             |       |
| 41 | Shingo Takagi      | 3     | 28 ottobre 2023   | 68     | 1      | Las Vegas, Nevada       | Fighting Spirit Unleashed                                 |                                                                                             |       |
| 42 | Tama Tonga         | 4     | 4 gennaio 2024    | 16     | 0      | Tokyo                   | Wrestle Kingdom 18                                        |                                                                                             |       |
| 43 | Evil               | 3     | 20 gennaio 2024   | 77     | 1      | Nagoya                  | The New Beginning in Nagoya                               |                                                                                             |       |
| 44 | Shingo Takagi      | 4     | 6 aprile 2024     | 71     | 3      | Tokyo                   | Sakura Genesis                                            |                                                                                             |       |
| 45 | Henare             | 1     | 16 giugno 2024    | 105    | 1      | Sapporo                 | New Japan Soul                                            |                                                                                             |       |
| 46 | Shingo Takagi      | 5     | 29 settembre 2024 | 97     | 1      | Kobe                    | Destruction in Kobe                                       |                                                                                             |       |
| 47 | Konosuke Takeshita | 1     | 4 gennaio 2025    | 162    | 6      | Tokyo                   | Wrestle Kingdom 19                                        | Era in palio anche l'AEW International Championship                                         |       |
| 48 | Oleg Boltin        | 1     | 15 giugno 2025    | 65     | 1      | Osaka                   | Dominion 6.15                                             |                                                                                             |       |